# Johannes Clausen (biskop)
 Der er flere personer med dette navn, se Johannes Clausen.
Johannes Clausen (7. juni 1830 i Taarbæk – 31. december 1905 i Aarhus) var en dansk biskop, han var søn af H.N. Clausen og far til arkitekt Rudolf Frimodt Clausen.
Clausen blev student 1848, teologisk kandidat 1853, andenlærer ved Jonstrup Seminarium 1857, dr.phil. 1861, 1863 sognepræst ved Trinitatis Kirke i Fredericia samt Vejlby, 1872 sognepræst i Horsens og var 1884-september 1905 biskop over Århus Stift.
I de yngre år var det mest kirkehistoriske studier, som optog Clausen; heraf fremgik hans Laurentius Valla (doktordisputats 1861) og hans oversættelse af to småskrifter fra 15. århundrede (Om Roms Ruiner og Bøhmeren Hieronymi Martyrdød 1862).
Senere har Clausen skrevet om kirkelige, aktuelle emner, således Om Frimenighedslov (1867) og Om Brugen af Guds Ord ved Gudstjenesten (1878), ligesom han har deltaget
i udarbejdelsen af den ny tekstrække, virket for lægmænds medhjælp i menighedsarbejdet
og grundlagt et sømandshjem i Aarhus, børnehjem og menighedshus i Horsens.